# Khu chợ đêm đường Nhiêu Hà

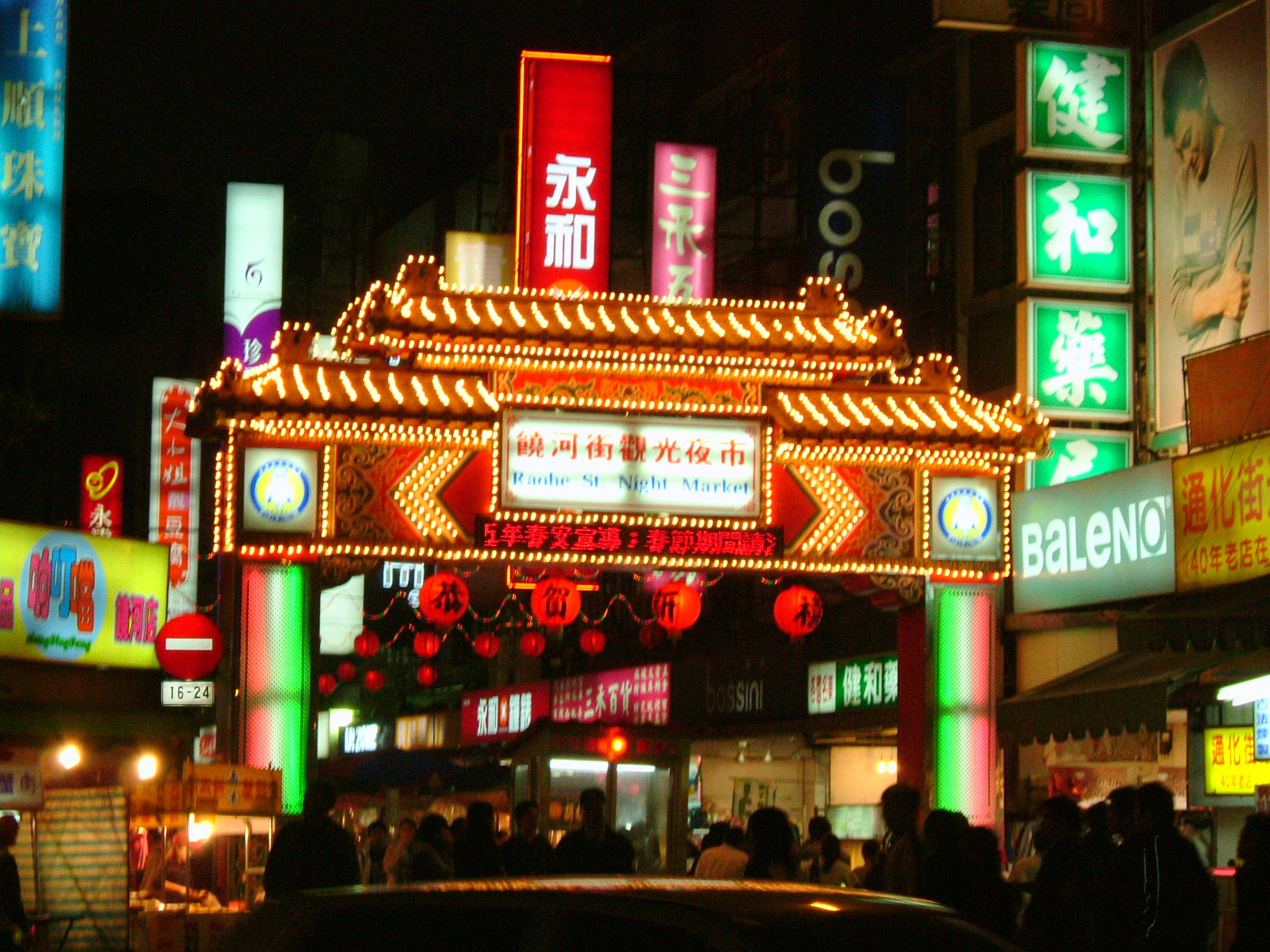
Khu chợ đêm đường Nhiêu Hà

Khu chợ đêm đường Nhiêu Hà (tiếng Trung: 饒河街觀光夜市) là một trong những chợ đêm lâu đời nhất tại quận Tùng Sơn, thành phố Đài Bắc, Đài Loan.
Chợ nằm trên đường Nhiêu Hà, gần nhà ga Tùng Sơn. Dọc con đường dài khoảng 600 mét này  có hơn 140 hàng rong và hơn 400 cửa hàng. Du khách có thể kiếm được tại đây đủ mọi thứ từ quần áo, điện thoại di động đến những vật dụng hàng ngày .
Ở hướng đông, phía cuối đường Nhiêu Hà có đền Từ Hựu.